# 와타나베 미쓰오
와타나베 미쓰오(일본어: 渡辺 三男, 1953년 6월 4일 ~ )는 일본의 전직 축구 선수로 선수 시절 포지션은 미드필더였다.

## 선수 시절

### 클럽
1953년 6월 4일 일본 도치기현 나스정 출생으로 나스 고등학교 졸업 후 1972년 후지타 공업 입단을 통해 프로에 입문했다. 그 뒤 1983년 은퇴할 때까지 11년동안 쇼난에서만 활동했으며 11년간 프로 통산 201경기 34골을 기록하며 일본 사커 리그 3회 우승 및 1회 준우승, JSL컵 1회 준우승, 일왕배 2회 우승 및 2회 준우승에 크게 이바지했다.

### 국가대표팀
일본 U-19 대표팀의 일원으로 1973년 AFC U-19 아시안컵에 출전하여 팀의 준우승에 일조했고 이듬해인 1974년 2월 12일 싱가포르와의 친선 경기에서 국제 A매치 데뷔전을 치렀다. 이후 1974년 아시안 게임과 1976년 하계 올림픽 축구 아시아 지역 예선에 출전하였으며 1979년 A매치 통산 28경기 4골의 성적을 남기고 국가대표팀 유니폼을 벗었다.

## 통계
| 일본 | 일본 | 일본 |
| 연도 | 출전 | 득점 |
| ---- | ---- | ---- |
| 1974 | 7    | 1    |
| 1975 | 12   | 3    |
| 1976 | 3    | 0    |
| 1977 | 0    | 0    |
| 1978 | 0    | 0    |
| 1979 | 6    | 0    |
| 통산 | 28   | 4    |